# Razorlight (album)
Razorlight is het tweede album van de gelijknamige popgroep Razorlight. Het album kwam op nummer 1 binnen in het Verenigd Koninkrijk. Van dit album komen onder meer de succesvolle singles America en In The Morning.
Dit tweede album van Razorlight klinkt minder hoekig dan zijn voorganger. Johnny Borrell heeft op dit album meer diepgang willen uitbeelden.

## Tracks
1. "In The Morning" (Johnny Borrell, Razorlight) – 3:40
2. "Who Needs Love?" (Borrell, Razorlight) – 3:30
3. "Hold On" (Borrell, Razorlight) – 3:24
4. "America" (Borrell, Andy Burrows, Razorlight) – 4:10
5. "Before I Fall to Pieces" (Borrell, Burrows, Razorlight) – 3:21
6. "I Can't Stop This Feeling I've Got" (Borrell, Björn Ågren, Razorlight) – 3:26
7. "Pop Song 2006" (Borrell, Razorlight) – 2:41
8. "Kirby's House" (Borrell, Razorlight) – 2:50
9. "Back to the Start" (Borrell, Razorlight) – 3:12
10. "Los Angeles Waltz" (Borrell, Razorlight) – 4:40

## Singles
Singles met hitnoteringen in de Nederlandse Mega Top 50
|    | Titel                        | Release        | Hoogste positie | Aantal weken |
| -- | ---------------------------- | -------------- | --------------- | ------------ |
| 1. | "In The Morning"             | juli 2006      | 20              | 7            |
| 2. | "America"                    | september 2006 | 7               | 21           |
| 3. | "In The Morning(heruitgave)" | mei 2007       | 22              | 6            |